# Edith Stein
Edith Stein (født 12. oktober 1891, død 9. august 1942) var en tysk-jødisk filosof. Stein er kendt som en vigtigt fænomenologisk, spirituel og feministisk filosof. Hun gennemgik en vigtig åndelige udvikling, som fik afgørende betydning i hendes liv
Hun dimitterede i 1916 under Edmund Husserl med en afhandling om empati. I 1922 omvendte hun sig til katolicismen og blev døbt. I 1942 blev hun arresteret og sendt til gaskammeret i Auschwitz - I 1987 blev hun helgenkåret.

## Livshistorie
Edith Stein blev født den 12. oktober 1891 i Breslau, Tyskland (nuværende Wrocław, Polen). Hun blev født i en jødisk familie og var det yngste af 11 børn.
Hun studerede filosofi under den berømte filosof Edmund Husserl ved Universitetet i Göttingen og senere i Freiburg. Hun blev en fremtrædende fænomenolog og forfatter af flere filosofiske værker.
I 1922 konverterede Edith Stein til katolicismen efter at have læst værker af den katolske filosof og helgen Teresa af Ávila. Hendes konversion førte til nogle vanskeligheder i hendes personlige liv og relationer med hendes jødiske familie.
I 1933 trådte Edith Stein ind i karmelitklosteret i Köln og blev en karmelitnonne. Hun tog navnet Teresa Benedicta af Korset. Som nonne fortsatte hun med at skrive og tænke filosofisk og teologisk.
I 1938 begyndte nazisterne at forfølge jøder i Tyskland. På grund af hendes jødiske baggrund var Edith Stein i fare. Hun blev tvunget til at forlade sit kloster i 1938 og flyttede til et karmelitkloster i Nederlandene.
Under Anden Verdenskrig blev Nederlandene besat af nazisterne. I august 1942 blev Edith Stein og hendes søster Rosa, der også var konverteret til katolicismen, arresteret af nazisterne på grund af deres jødiske rødder. De blev sendt til Auschwitz koncentrationslejr, hvor de begge blev dræbt i gaskamrene den 9. august 1942.
Edith Stein blev kanoniseret som helgen af den katolske kirke i 1998 af pave Johannes Paul II. Hendes liv og filosofi har haft en betydelig indflydelse på teologiske og filosofiske diskussioner, især inden for katolsk tradition, og hun anses for at være en vigtig tænker og martyr for troen.

## Filosofi
Steins filosofi er kendt for at kombinere eksistenstænkning, filosofi og teologi. Her er nogle af de centrale elementer i Steins filosofi:

### Filosofi og fænomenologi
Edith Stein var en studerende af den berømte filosof Edmund Husserl og en fremtrædende repræsentant for fænomenologi. Hun anvendte fænomenologiske metoder til at undersøge bevidsthedens struktur og subjektivitet.

### Feminisme
Edith Stein var også en pioner inden for kristen feminismefilosofi og skrev om kvindelighed og ligestilling. Hun udforskede spørgsmål om køn og samfund og argumenterede for, at kvinder skal have lige rettigheder og muligheder som mænd.
Stein skrev om kvindens værdighed og rolle i samfundet og kirken. Dette arbejde, som f.eks. Kvindens værdighed (Die Frau, 1933), afspejlede hendes overbevisning om, at kvinder havde en unik og vigtig plads i Guds skabelse.

### Teologisk og spirituel filosofi
Edith Stein konverterede til katolicismen i 1922 og blev karmelitnonne i 1933. Hendes teologiske filosofi blev derfor dybt påvirket af hendes tro, og hun søgte at forbinde filosofi og teologi i hendes arbejde.
Stein kombinerede teologiske begreber med sin filosofi og udforskede forholdet mellem tro og fornuft. Hun argumenterede for, at teologi og filosofi kunne komplementere hinanden.
Som karmelitnonne fokuserede Edith Stein også på mystik og spiritualitet. Hun skrev om emner som bøn, stilhed og kontemplation og forsøgte at integrere disse aspekter i sin filosofiske og teologiske tænkning.

### Eksistentiel filosofi
I nogle af sine senere værker udforskede Edith Stein eksistentielle temaer, især i relation til menneskets søgen efter mening og formål i tilværelsen.

### Personlighed og transcendens
Et centralt element i Edith Steins filosofi er hendes forståelse af personlighed og transcendens. Hun argumenterede for, at personligheden ikke er begrænset til den enkeltes selv, men strækker sig ud over det individuelle og er åben for Gud og andre mennesker.

## Udvalgte værker
- Das Einfühlungsproblem in seiner historischen Entwicklung und in phänomenologischer Betrachtung. Phil. Diss., Freiburg 1917.
- Zum Problem der Einfühlung. Halle (Saale), 1917. (Del II og IV fra hendes dimension.) Nyudgave i Edith-Stein-Gesamtausgabe, Bd. 5, Herder, Freiburg 2008, ISBN 978-3-451-27375-9.
- Potenz und Akt. Studien zu einer Philosophie des Seins (1931), udkommet posthumt 1988; Nyudgave i Edith-Stein-Gesamtausgabe, Bd. 10, Freiburg 2006, ISBN 3-451-27380-2.
- Endliches und ewiges Sein (1937), postum erschienen Freiburg: Herder, 1950; Nyudgave i (inkl. ekstramateriale) in Edith-Stein-Gesamtausgabe, Bd. 11/12, Freiburg 2006, ISBN 3-451-27381-0.
- Kreuzeswissenschaft. Studie über Joannes a Cruce (1942). Louvain: Nauwelaerts, 1950; Nyudgave i Edith-Stein-Gesamtausgabe, Bd. 18, Freiburg, 2. Auflage. 2004, ISBN 3-451-27388-8.
- Aus dem Leben einer jüdischen Familie und weitere autobiographische Beiträge. Gennemarbejdet og indledning af Maria Amata Neyer. Edith-Stein-Gesamtausgabe, Bd.1, Freiburg 2002, ISBN 3-451-27371-3.

De samlede værker er udgivet som Edith Steins Werke ved Herder, Freiburg i 18 bind, siden 2000 også som Edith-Stein-Gesamtausgabe denne i 26 Bänden. Edith-Stein-Archiv er i Karmel „Maria vom Frieden“ i Köln. Der er ca. 25.000 håndskrifter af Edith Stein og et lille Museum. Indvielsen af Edith-Stein-Archives var 7 februar 2010.

## Dokumentarfilm
- 1982: Edith Stein: Stationen eines ungewöhnlichen Lebens – Af Ulrich von Dobschütz for SDR
- 1995: Die Jüdin – Edith Stein (Siódmy pokój) – Spillefilm af Márta Mészáros med Maia Morgenstern
- 2003: Die Wahrheit der Edith Stein – Dokumentar af Marius Langer for Bayerischer Rundfunk
- 2011: Edith Stein Arkiveret 6. december 2015 hos  Wayback Machine – Dokumentar fra Schlesien Journal

## Literatur